# مغامرات الأمير أحمد (فلم)
مغامرات الأمير أحمد (بالألمانية "Die Abenteuer des Prinzen Achmed") فيلم رسوم متحركة خيالي ألماني، أنتجته لوتا راينيغرعام 1926. وهو أقدم فيلم رسوم متحركة محفوظ. وقد كان كيرينو كريسيانو قد أنتج فيلمين سابقين في الأرجنتين، لكنهما ضائعان. يتميز فيلم مغامرات الأمير أحمد باستخدام تقنية الصور المتحركة الظلّية التي اخترعتها رينيغير، حيث يتم التلاعب بالقواطع المصنوعة من الورق المقوى وصفائح رفيعة من الرصاص التي توضع أسفل الكاميرا. وهذه التقنية تشبه إلى حد ما دمى الظل، على الرغم من أن تقنيتها تضمنت تحريك الإطارات الواحد تلو الآخر وليس التلاعب بالحركة.

## قصة الفيلم
تستند القصة على عناصر أخذت من قصة ألف ليلة وليلة، تحديداً قصة الأمير أحمد وقصة الجنية التي ظهرت في كتاب «الجنية الزرقاء». فبمساعدة علاء الدين، تستعيد ساحرة الجبل الناري المصباح السحري وتنتصر على ساحر أفريقي. يبلغ المشهد ذروته في معركة بين الساحرة
بمساعدة علاء الدين، الساحرة على جبل الناري، والحصان السحري، عنوان الطابع تستعيد المصباح السحري وينتصر على ساحر أفريقي. المشهد بلغت ذروتها في الفيلم في معركة بين الساحرة والساحر الأفريقي، والتي تشهد عدة تحولات رائعة يقوم بها الساحران المتصارعان. في النهاية وبعد أن تستقر الأحداث، يتزوج علاء الدين من دينارسادي (أخت أحمد وابنة الخليفة)؛ كما يجبر أحمد باري بانو على الزواج منه؛ ويهزم الساحر الأفريقي ويعيد المملكة للخلافة. تقوم باري بانو لاحقاً وهي -إلهة- بسرقة الريشة السحرية من أحمد وتحول نفسها إلى طائر وتعود لموطنها.

## وصلات خارجية
- مقالات تستعمل روابط فنية بلا صلة مع ويكي بيانات
- Detailed notes on the film, including Lotte Reiniger's description of its history (PDF)
- DVD Times Review
- The Adventures of Prince Achmed (Review)